# Hestrie Cloete
Hestrie Cloete-Storbeck (ur. 26 sierpnia 1978 w Germiston) – południowoafrykańska lekkoatletka, skoczkini wzwyż, mistrzyni świata, medalistka olimpijska.
Cloete zdobyła dwukrotnie srebrny medal Igrzysk Olimpijskich w 2000 i w 2004. Dwukrotnie zdobywała też tytuł mistrzyni świata (2001, 2003). Wielokrotnie zdobywała złote medale Igrzysk afrykańskich (1995, 1999) oraz Mistrzostw Afryki w lekkoatletyce (1998, 2002, 2004). Wygrywała również Światowy Finał IAAF (Monako 2003), Finał Grand Prix IAAF (Monachium 1999 i Melbourne 2001), Igrzyska Wspólnoty Narodów (Kuala Lumpur 1998 i Manchester 2002) oraz Puchar świata (Madryt 2002).
Po Igrzyskach w 2004 wycofała się z czynnego uprawiania sportu i zajęła się rodziną, która zresztą wkrótce potem się rozpadła. Cloete jesienią 2004 roku zaszła w ciążę, ale poroniła. Niedługo potem, rozwiodła się. W 2006 roku, ponownie wyszła za mąż i urodziła syna. Jej rekord życiowy wynosi 2,06 m, jest to 6. rezultat w historii tej konkurencji, a zarazem aktualny rekord Afryki, jest ona również posiadaczką rekordu Afryki w hali – 1,97 m.
W 2003 prezydent RPA Thabo Mbeki odznaczył ją srebrnym Orderem Ikhamangi za wybitne osiągnięcia sportowe. W tym samym roku została uznana lekkoatletką roku w dwóch prestiżowych plebiscytach Track & Field Athlete of the Year oraz IAAF World Athlete of the Year.